# 百合帘蛤
百合帘蛤（学名：Irus mitis）是帘蛤目帘蛤科翹鱗蛤屬的一种。

## 分佈
主要分佈於越南、韩国、台湾北部，常栖息在潮间带岩礁中。

## 外部連結
- 維基物種上的相關：百合帘蛤